# Petros (Berg)
Der Petros (ukrainisch und russisch Петрос) ist ein 2020 m hoher Berg in den Waldkarpaten in der Ukraine.
Der auch als „Sturmberg“ bezeichnete Zweitausender ist der vierthöchste Berg der Ukraine und befindet sich im nordwestlichen Teil des Gebirgszuges der Tschornohora mit dem Scheschul (Шешул 1728 m) im Südwesten und dem Howerla im Osten. Er liegt im Biosphärenreservat Karpaten in der Oblast Transkarpatien.
Der Berg ist einer der meistbesuchten und gefährlichsten Gipfel der Karpaten. Es besteht aus Sandstein und ist hauptsächlich mit einer subalpinen Vegetation bewachsen. Bis zu einer Höhe von 1530 bis 1600 Meter wachsen Sträucher (Wacholder Sibirischer Rhododendron) und Tannenwälder. Im Winter kommt es häufig zu Lawinen.